# Acebutolol
Acebutolol – organiczny związek chemiczny zaliczany do leków beta-adrenolitycznych, selektywny bloker receptorów β1. Stosowany w chorobie niedokrwiennej serca, arytmii oraz nadciśnieniu tętniczym.